# عتمان
عتمان هي قرية في محافظة درعا في سوريا وتبلغ مساحتها بقسميها السكني والزراعي حوالي 100 مئة كيلو متر مربع تقريباً وبلغ سكان القرية 8,929 نسمة في تعداد 2004.

## موقع القرية
تقع إلى الشمال من مدينة درعا على طريق دمشق–درعا القديم وهي قريبة تماماً لمدينة درعا وتعتبر بوابتها ويحيط بقرية عتمان كل من قرية النعيمة ومدينة خربة غزالة (من الشرق والشمال الشرقي) وقرية اليادودة ومدينة طفس من الغرب والشمال الغربي ومدينة درعا من الجنوب ومدينة داعل من الشمال.
يخترق القرية وادي الذهب الذي ينبع من جبل العرب ويصب في نهر اليرموك وهذا الوادي يقسم القرية لى قسمين القسم الشمالي والقسم الجنوبي ويوجد في آخر القرية من جهة الغرب سد مياه تجميعية يمتلء السد في فصل الشتاء والربيع ويستخدم لزراعة الأسماك وري الأراضي المجاورة ويوجد خلف السد تلة صغيرة يقال لها (جمحة) وهي عبارة عن مقابر قديمة يقال أنها نبطية وفرعونية وإلى الشمال الغربي من القرية يوجد تل بركاني صغير يسمى (تل عرار) استُخدم أثناء الثورة السورية الكبرى كملجأ للثوار.

## الزراعة
هناك قسم كبير من أراضي القرية مروي عن طريق قناة ري واصلة من سد درعا ويزرع هذا القسم على مدار السنة بمختلف أنواع الخضراوات والأشجار المثمرة مثل الزيتون والعنب والدراق والليمون وغيرها وهناك قسم آخر من القرية يعتمد على الزراعة البعلية حيث يزرع موسميا بالقمح والشعير والحمص والعدس والسمسم والجلبانة والكرسنة وحبة البركة.

## النشاط التجاري
غالبية أهل القرية يعملون بالتجارة ما بين الأردن وسوريا ولبنان كما تتوفر في القرية مجموعة من المخازن والمحال التجارية التي يتوفر فيها كل ما يحتاجه أهل القرية من لباس ومواد غذائية وكهربائية ومطاعم وغيرها.

## النشاط الصناعي
تشتهر القرية بصناعة البلوك (الطوب) أو الطابوق كما يسمى في دول الخليج كما تشتهر أيضاً بصناعة البلاط والرخام ويوجد مصنع للأنابيب البلاستيكية ومصنع للأحذية والعديد من مشاغل الألبسة وورشات الحدادة وصيانة وتصليح السيارات وصناعة الحلويات.

## الديانة وبعضالعادات والتقاليدفيالقرية
جميع سكان القرية من المسلمين السنة ، ويوجد في القرية معهد لتحفيظ القرآن الكريم وفيها عدد من حفظة القرآن. العزاء في القرية لا يقام أكثر من ثلاثة أيام. أغلب أعراس القرية تقام بطريقة دينية ويوجد في القرية فرقة للإنشاد الديني تقوم بإحياء حفلات الأعراس وغيرها من المناسبات وبعض الأعراس ما زالت إلى اليوم تقام بالطريقة التراثية.
العلاقات الاجتماعية في القرية وثيقة وجميع أهل القرية يتشاركون الأفراح والأتراح ولا يوجد مشاحنات أو عداوات ذات أهمية بين سكان القرية. يوجد في القرية خمس مدارس وخمس مساجد ومعهد لتحفيظ القرآن الكريم وبعض المعاهد الصغيرة لتعليم الحاسوب وبعض الحرف والمهن مثل تصفيف الشعر (كوافير) والخياطة.

## آثار القرية
يوجد في القرية مجموعة من المدافن القديمة والآبار القديمة ومن أهم آثار القرية المعبد النبطي الذي يقع على مرتفع مطل على وادي الذهب وبالقرب من المسجد القديم والمعبد النبطي بني في القرن الثاني الميلادي وهو من الحجر البازلتي ويحتوي على أعمدة ونقوش وواجهة آية في الجمال كما يوجد فيها الجسر الروماني القديم وتم ترميمه وإعادة هيكلته وتحوي القرية الكثير من اللقايا الأثرية من تماثيل ومقابر قديمة ونقوش حجرية.